# 台湾水龙骨
台湾水龙骨（学名：Polypodiodes formosana）为水龙骨科水龙骨属下的一个种。其种加词“formosana”意为“台湾的”。
现接受名为台湾水龙骨（Goniophlebium formosanum (Baker) Rödl-Linder, 1990）。